# 战争罪犯
战争罪犯简称战犯，指戰爭中戰敗國的高級指揮官或戰俘中，被認為應負起戰爭罪責的人。在戰敗之後，戰犯可能必須接受戰勝國為首組成的審判單位或其他國際組織，例如聯合國的戰犯法庭來審判，以負起戰爭的罪責受到處罰。

## 中華民國
1946年10月15日中華民國《戰爭罪犯審判條例》制定35條，10月24日公布。該法第一條第一項：“戰爭罪犯之審判及處罰，除適用國際公法外，適用本條例之規定，本條例無規定者，適用中華民國刑事法規之規定。同條第二項：“適用中華民國刑事法規時，不論犯罪者之身份，儘先適用特別法。”1947年7月3日修正第25條、32條，7月15日公布。1978年5月12日廢止35條，5月19日公布。